# 萘普生
萘普生（英語：Naproxen、INN），是一种非甾体抗炎药（NSAID），用于缓解普通或严重的疼痛、发热、发炎，以及由骨关节炎、类风湿性关节炎、银屑病关节炎、痛风、强直性脊柱炎、经痛、肌腱炎、滑囊炎等病症引发的强直性反应，对月经失调也有治疗效果。该药通过抑制cox-1和cox-2两种环氧酶发挥药效。萘普生系列在美国，以Aleve,  Anaprox, Miranax, Naprogesic, Naprosyn, Naprelan, Proxen, Synflex等商品名销售。
1976年，萘普生以Naprosyn 为名开始在美国作为处方药销售。1980年，萘普生钠以Anaprox的名称在美国上市。它在世界各地基本上都是作为处方药销售。FDA于1994年批准萘普生钠作为OTC上市，商品名为Aleve。在澳大利亚，低剂量小包装的萘普生那名列SUSDP之上。在英国，2008通过了含萘普生250mg的片剂作为OTC以Feminax Ultra之名销售，该药用于缓解15至50岁妇女的经痛现象。

## 性状
萘普生是一种2-芳基丙酸类（布洛芬）的非甾体抗炎药。白色或类白色结晶性粉末，几乎无臭。可在脂类物质中溶解，在水中几乎不溶。它的熔点是153 °C。

## 副作用与警告
正如其他非甾体抗炎药一样，萘普生可以抑制钠和锂的代谢。服用该药的同时服用锂补剂时必须十分注意。萘普生等非甾体抗炎药也不应与水杨酸类药物(如阿司匹林) (因为药物会降低彼此疗效)或者与抗凝血剂 (会增加出血的风险)一起服用。萘普生钠药物不能让钠敏高血压患者服用，因为这会给患者带来潜在的发病危险。
2006年8月，Birth Defects Research杂志B刊刊登了三个月孕龄内的孕妇服用了包括萘普生在内的非甾体抗炎药的研究结果，结果表明该类药物会增加胎儿先天缺陷的可能性，特别是先天心血管病。

### 患心血管病与中风的风险
国家卫生研究院 (美国)仓促地终止了一项使用萘普生与塞来昔布对抗阿兹海默病的随机临床试验，原因是初步数据表明患者服用萘普生后，许多心血管病的发病率将会提高，包括心肌梗死或是中风。2004年12月22日，美国FDA发布了关于慎用抗炎药物萘普生的警告，宣称在关于该药物扩大适应症的研究过程中发现，连续10天以上服用该药将会增加患者的心血管病及中风几率。
然而，最近的包括了所有有效的临床试验数据的元分析（包括了随机临床试验和观察试验），作出了若按规定剂量服用萘普生则不会有增加心血管病或中风的风险的结论。这个结论是在与那些会明显增加心血管病风险的非甾体抗炎药（如罗非昔布、塞来昔布、双氯芬酸等）做对比后得出的。在2007年2月，美国心脏协会发布声明，建议医师如非必要则避免使用会为患者带来心血管疾病风险的非甾体抗炎药，而首先选择对乙酰氨基酚或者阿司匹林。